# Liste der Naturdenkmale in Niederhambach
Die Liste der Naturdenkmale in Niederhambach nennt die im Gemeindegebiet von Niederhambach ausgewiesenen Naturdenkmale (Stand 15. Juli 2013).

## Naturdenkmale
| Nr.         | Bezeichnung      | Lage                                        | Beschreibung | Bild                                    |
| ----------- | ---------------- | ------------------------------------------- | ------------ | --------------------------------------- |
| ND-7134-461 | Linde in Burbach | Burbach, Königsstraße, gegenüber Nr. 4 Lage | Tilia sp.    | Direkt Bild zu diesem Denkmal hochladen |